# St Agnes
St Agnes – wieś i civil parish w Anglii, w Kornwalii. Leży 31 km na północny wschód od miasta Penzance i 382 km na zachód od Londynu.